# Sayaka Hirano
Sayaka Hirano (平野 早矢香?, Hirano Sayaka; Kanuma, 24 marzo 1985) è una tennistavolista giapponese.

## Palmarès
Olimpiadi
- 1 medaglia:
  - 1 argento (squadre a Londra 2012).

Mondiali
- 5 medaglie:
  - 1 argento (squadre a Tokyo 2014)
  - 4 bronzi (squadre a Doha 2004, squadre a Brema 2006, squadre a Canton 2008, squadre a Mosca 2010).